# بوتوفيرا
بوتوفيرا بلدية في ولاية سانتا كاتارينا في المنطقة الجنوبية من البرازيل.
تحتوي البلدية على جزء من 1,899 هكتار (4,690 أكر) من محمية كانيلا بريتا البيولوجية، وهي منطقة محمية بالكامل.